# Joachim Ulrich von Neuhaus

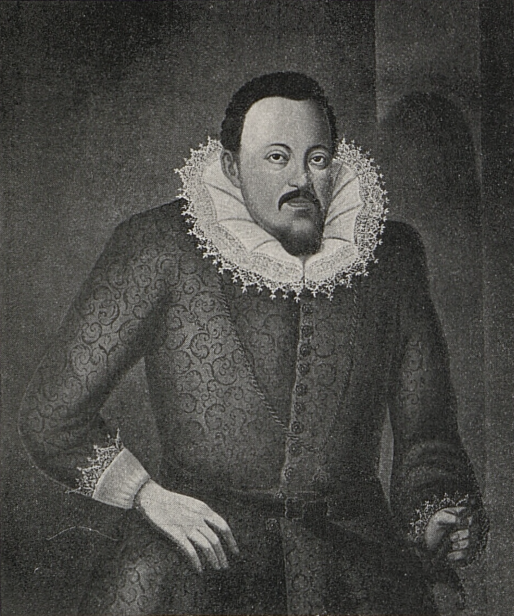
Joachim Ulrich von Neuhaus

Joachim Ulrich von Neuhaus (auch Joachim Ulrich von Hradec; tschechisch Jáchym Oldřich z Hradce; * 24. Januar 1579; † 23. Januar 1604 in Neuhaus) war seit 1602 Burggraf von Karlstein. Er war der letzte männliche Nachkomme der Herren von Neuhaus und entstammte der Teltscher Linie.

## Leben
Seine Eltern waren Adam II. von Neuhaus und Katharina von Montfort († 1631). Da sein älterer Bruder Wilhelm Zacharias 1589 im Alter von 14 Jahren starb, war Joachim Ulrich der einzige männliche Nachkomme seines Vaters und der letzte im Mannesstamm der Herren von Neuhaus. Er litt an gesundheitlichen Einschränkungen, weshalb er sich bei der Beerdigung seines Vaters – mit dem zusammen auch der aus Prag überführte Leichnam des 1589 verstorbenen Sohnes Wilhelm Zacharias und die zwölf Tage vorher verstorbene Tochter Katharina bestattet wurden – am 17. Dezember 1596 protokollarisch von seinem Onkel Peter Wok von Rosenberg vertreten lassen musste. Dabei dürfte eine Rolle gespielt haben, dass Joachim Ulrich des Tschechischen nicht mächtig war, da er überwiegend von seiner deutschen Mutter erzogen wurde. Nach dem Tod des Vaters wurde die Vormundschaft über Joachim Ulrich und dessen jüngere Schwester Lucie Otilie zunächst an Peter Wok von Rosenberg übertragen.
Nach Erreichen der Volljährigkeit übernahm Joachim Ulrich die Regentschaft und Verwaltung der ererbten Besitzungen, die hoch verschuldet waren. Deshalb verkaufte er im Jahre 1597 seine Herrschaft Polná mit Přibyslav an seinen größten Gläubiger Hertwig Seidlitz von Schönfeld (Hertvík Zejdlic ze Šenfeldu) und ein Jahr später Schloss und Herrschaft Hluboká an seinen Gläubiger Bohuslav Malovec von Malovic. Außerdem wurden die bei Prag liegenden Höfe Košíře und Butovice verkauft, von denen aus das Prager Familienpalais wirtschaftlich versorgt worden war. Als Belohnung für seine treuen Dienste und mit Fürsprache Peter Woks von Rosenberg verkaufte er die Herrschaft Protivín seinem Neuhauser Dominiumverwalter Georg Wratislaw von Mitrowitz (Jiří Vratislav z Mitrovic). Durch die Verkäufe konnte die wirtschaftliche Konsolidierung und das Familien-Stammgut Neuhaus und Teltsch sowie Žirovnice (Schelletau), Stráž und das Prager Palais erhalten bleiben.

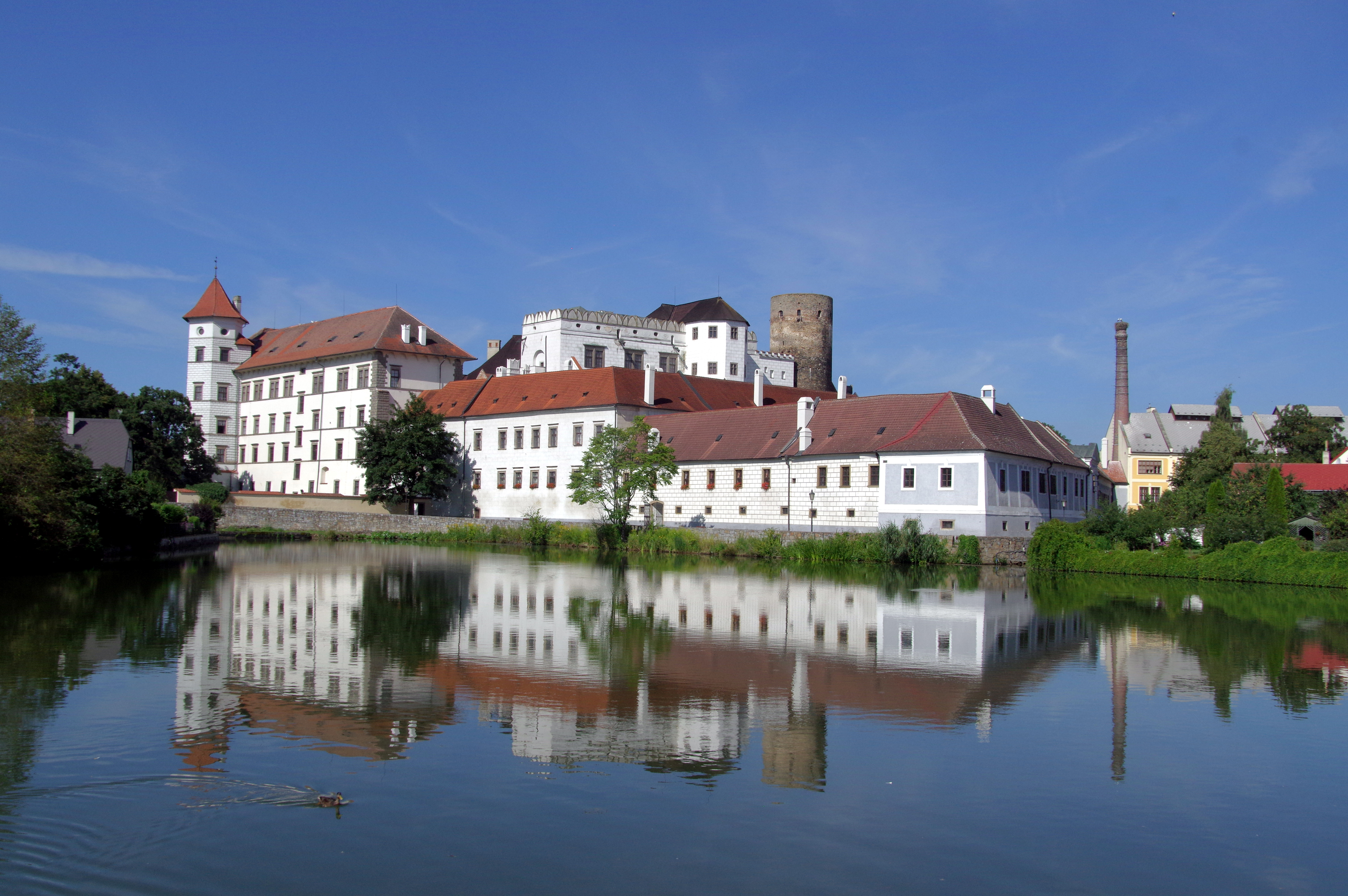
Schloss Jindřichův Hradec
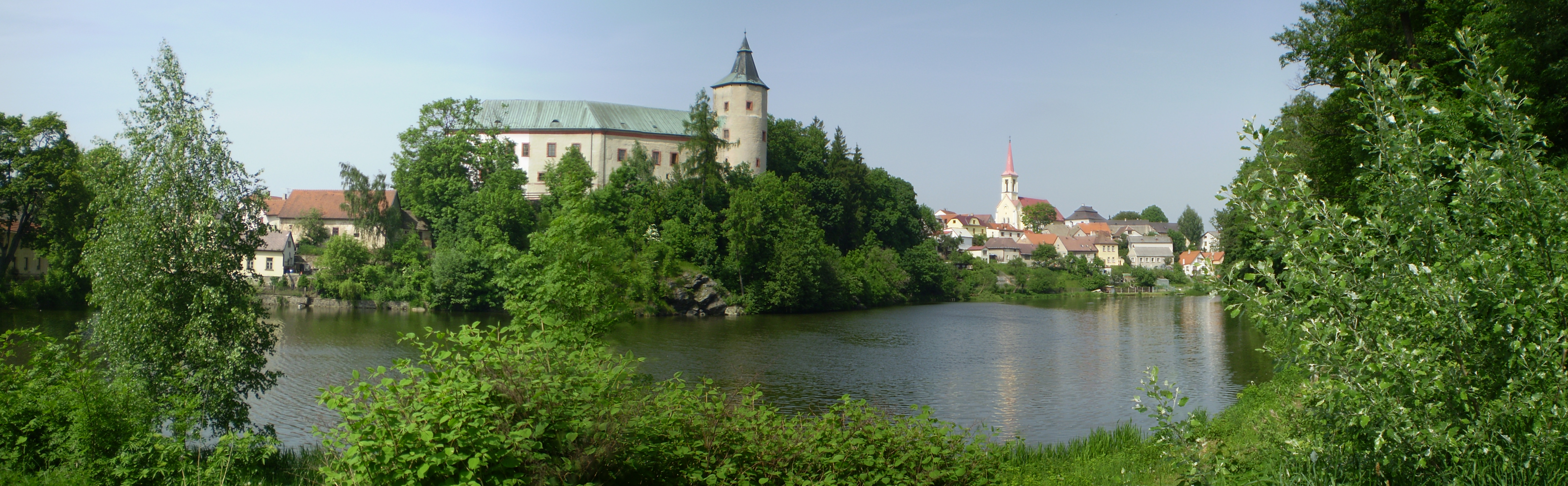
Žirovnice
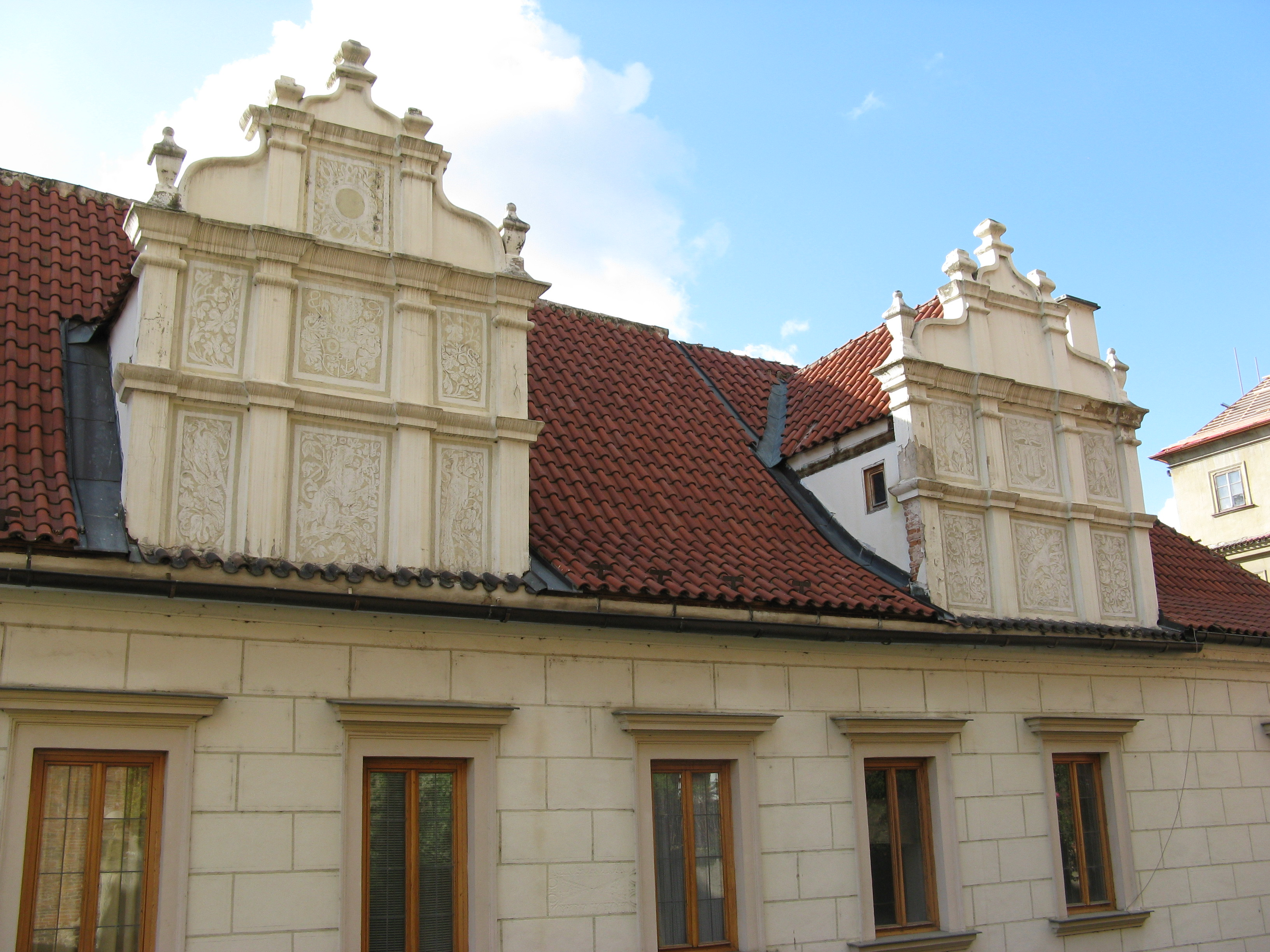
Prager Palais
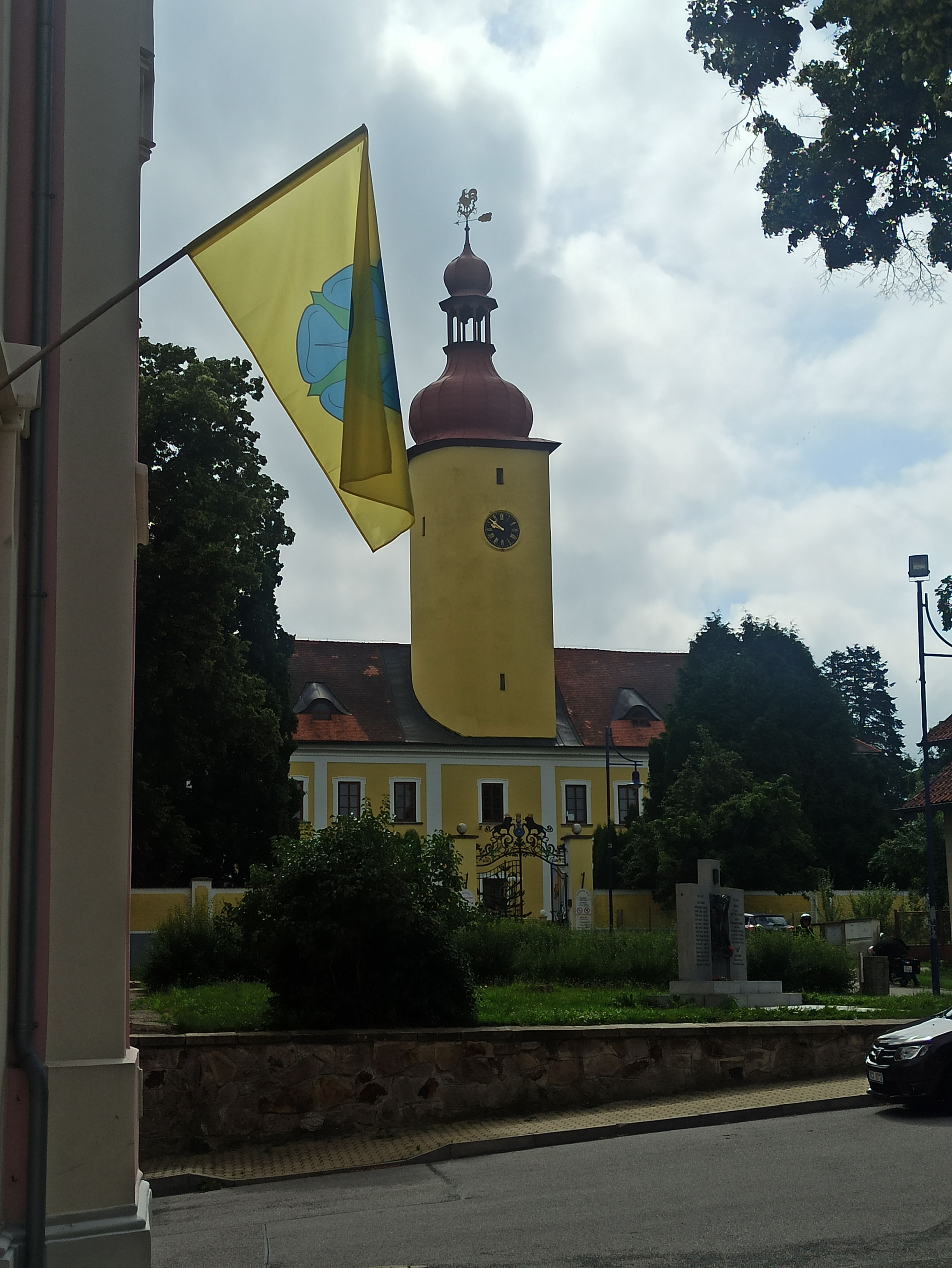
Schloss in Stráž

Nach dem kinderlosen Tod Joachim Ulrichs 1604 erbte die hinterlassenen Besitzungen seine Schwester Lucie Otilie, die seit 1602 mit Wilhelm Slavata verheiratet war. Dieser bekam bereits 1602 (vermutlich als Hochzeitsgeschenk) die Herrschaft Stráž geschenkt. Im selben Jahr erwarb er von Joachim Ulrich durch Kauf das Prager Palais. Die von seiner Frau Lucie Otilie ererbten Besitzungen gelangten rechtlich erst nach deren Tod 1633 an Wilhelm Slavata.
Joachim Ulrich heiratete  am 25. Januar 1598 mit der 15-jährigen Marie Maximiliane, Tochter des Grafen Karl II. von Hohenzollern-Sigmaringen. Die Ehe blieb kinderlos. Nach Joachim Ulrichs Tod vermählte sich seine Witwe Maria Maximiliane in zweiter Ehe mit Adam II. von Sternberg († 1623), den sie um 27 Jahre überlebte. Sie starb am 11. September 1649.